# Bogdan Iancu
Bogdan Gabriel Iancu (n. 7 noiembrie 1999, București, România) este un actor român. Iancu și-a început cariera artistică în copilărie, jucând în reclame publicitare și fiind distribuit în lungmetrajele Ho Ho Ho (2009) și Condamnat la viață (2013).
Este fratele mai mic al actorului Ștefan Iancu.

## Copilărie și carieră
Bogdan Gabriel Iancu s-a născut pe 7 noiembrie 1999 în București, România. Este fiul lui Carmen și Adrian Iancu. Încă de la o vârstă fragedă, Bogdan este selectat să apară în diferite reclame comerciale, printre care Ciocolata Laura. Ani mai tâziu, își face debutul cinematografic alături de Ștefan Bănică Jr. în comedia de Crăciun Ho Ho Ho (2009).
Iancu a interpretat personajul Mihăiță în seriile TV Pariu cu viața și O nouă viață. În adolescență, Bogdan joacă rolul principal în comedia romantică Oh, Ramona!, film bazat pe romanul umoristic Suge-o Ramona!, scris de Andrei Ciobanu. Filmul a avut premiera pe 14 februarie 2019.
În 2019, Iancu absolvă Colegiul Național Bilingv "George Coșbuc" din București, secția Filologie. În 2022, a absolvit Universitatea Națională de Artă Teatrală și Cinematografică „Ion Luca Caragiale” din București.

## Filmografie
- Ho Ho Ho (2009)
- Condamnat la viață (2013)
- Pariu cu viața (2012-2013)
- O nouă viață (2014)
- Fluss des Lebens (2014)
- Black Clothes (2014)
- In Blue (2017)
- Oh, Ramona! (2019)
- Fructul oprit (2018-2019)
- Tatort (2019)
- Impulse (2019)
- The Witcher (serial de televiziune) (2019)
- Quaranteen (2021)
- Evadarea perfectă (2023) – Sebastian
- Ana mi-ai fost scrisă-n ADN (2025)